# Zgornja Bela, Šmohor - Preseško jezero
Zgornja Bela (nemško Obervellach) je naselje občine Šmohor - Preseško jezero v okraju Šmohor na Koroškem v Avstriji.